# Kotёnok
Kotёnok (Котёнок) è un film del 1996 diretto da Ivan Aleksandrovič Popov.

## Trama
Una ragazza della famiglia del musicista voleva comprare un gatto. All'improvviso, il gatto è caduto dal finestrino ed era sul tetto dell'auto, a causa della quale è andato via da casa.